# Église Saint-Marcel de Beychac-et-Caillau
L'église Saint-Marcel est une église catholique du XIe siècle située sur la commune de Beychac-et-Caillau, dans le département de la Gironde, en France.

## Localisation
L'église se trouve au hameau de Beychac, au lieu-dit l'Artigue. La rue de l'église donne sur de la route départementale D 13, entre la sortie no 5 (dite de l'Intendant, sur la commune de Beychac-et-Caillau) de la route nationale 89 et le village de Cameyrac.

## Historique et description
L'église est de fondation romane, mais il ne reste de cette époque que le transept, le chœur et le sanctuaire. La nef et le clocher sont de la fin du XIIIe siècle. Certains documents de l’archevêché de Bordeaux en mentionnent l’existence dès 1340.
| - Plan de l'église. |

Le bâtiment présente une architecture métissée, issue de l’édifice roman d’origine remanié aux XIIIe, XVIIe et XIXe siècles. Le chevet semble être la seule partie de l’église à avoir conservé son ordonnance originelle, même s’il reçoit des attributs défensifs durant la guerre de Cent Ans et les guerres de Religion.
Cette église se compose d'une courte nef précédée, à l'occident, d'un clocher, et suivie, à l'orient, d'une espèce de transept, d'un chœur et d'un sanctuaire en hémicycle. Une sacristie moderne a été appliquée contre le mur septentrional du chœur ; et, au-devant de la porte ouverte à l'occident, est un porche abritant les fonts formés par une cuve octogone en pierre.

### Le clocher
| - Façade ouest et clocher. - Porte d'entrée. |

Le clocher, plus étroit que la façade de l'église, est une haute tour barlongue flanquée, au nord, à l'ouest et au sud, de contreforts plats en style roman ; elle est portée sur un massif recouvrant un passage vouté en plein cintre l'entrée duquel s'ouvre la porte; celle-ci est cintrée et surmontée de deux archivoltes lisses, la plus grande retombe sur deux colonnes cantonnant les angles rentrants des pieds droits. Leurs chapiteaux sont ornés de sortes de feuilles peu refouillée, contournées à leur sommet en forme de volute. La plus petite archivolte largement épannelée a perdu ses colonnes, si elle en a jamais eu.
De chaque côté de la base du clocher, entre le soubassement et le mur de la nef, existe un petit réduit ; celui du nord a été agrandi à une époque assez récente, soit pour y établir des fonts, soit pour placer l'échelle qui conduit à la porte du clocher percée à environ 3 mètres au-dessus du sol ; cette porte à linteau droit, ouverte dans un mur de 0,75 m d'épaisseur, donne accès dans une chambre large de 1,22 m, longue de 3,25 m, éclairée par une petite meurtrière verticale rectangulaire, évasée vers l'intérieur, prenant jour à l'occident.
Un plancher fort bas séparait cette chambre d'un autre étage, éclairé par deux meurtrières semblables à la première, percées vers le sud et le nord. Un troisième étage, séparé aussi du second par un plancher, avait deux meurtrières à l'ouest; sa voûte en plein cintre est percée d'une trappe qui permet de monter, au moyen d'une échelle, au sommet du clocher où est établi le beffroi éclairé, au levant, par deux baies cintrées, au couchant par une baie plus petite, accostée, au-dessous, de deux meurtrières, et, sur les faces nord et sud, par une petite ouverture carrée. Ce clocher, composé de plusieurs étages et percé de meurtrières battant tous les environs de l'église, servait sans nul doute de donjon.
Le clocher, qui a été transformé en 1874, abrite une cloche portant l'inscription suivante : 
PARRAIN MONSIEUR MARC ANTOINE DUPERIER CHEVALIER SEIGNEUR DE LAPSAN LIVRAN BEYCHAC LA ROMANINGUE
MARRAINE DAME MARIE VERTHAMON DUPERIER SON EPOUSE
Au-dessous d'une effigie en relief de saint Marcel :
puis, sur la même ligne que la précédente, au-dessous et un peu à côté d'un bas-relief représentant le Christ en croix avec saint Jean et sainte Marie à ses côtés : 
Au-dessus de la toiture du clocher est une croix en fer à croisillons terminés par un fleuron, avec un coq ancien.

### L'intérieur de l'église
| - La nef vers l'est. |

| - La nef vers l'ouest. |

La nef est voutée en brique et plâtre. Elle était autrefois recouverte par une charpente apparente. Elle est éclairée par deux grandes fenêtres modernes à côté de celle du midi existe une petite ouverture rectangulaire qui est, peut-être, une des fenêtres primitives.
Le transept, plus étroit que la nef, en est séparé par un arc en plein cintre; un arc de même courbe le sépare du chœur. Ces deux arcs sont circonscrits par un cordon orné d'étoiles, un troisième arc cintré est entre chœur et sanctuaire, voûté en cul-de-four.
Le chœur et le transept ont des voutes en berceau cintré. Les trois arcs dont nous venons de parler retombent, de chaque côté, sur une colonne à demi-engagée dont les chapiteaux sont ornés de feuilles grossières ou de personnages nus se tenant avec les deux mains la tête ou les flancs.
Le sanctuaire est éclairé par trois fenêtres évasées vers l'intérieur, étroites en dehors où elles s'ouvrent sous une arcade cintrée retombant sur deux colonnettes. Au-dessus du cordon qui circonscrit chaque fenêtre, s'avance un corbeau roman orné de fleurons sculptés ; un corbeau semblable est placé, au même niveau, dans les compartiments du rond-point qui n'ont pas de fenêtres.
Le chœur est éclairé par deux fenêtres modernes ou, du moins, retouchées au point qu'elles n'ont plus de caractère.

### Décoration mobilier
- L’église conserve une huile sur toile du XVIIe siècle représentant son saint patron. Sur ce tableau, saint Marcel est accompagné de sainte Catherine et de saint Sébastien. Ayant subi des dégradations dues à l’humidité, la peinture a été restaurée en 1999.
- Le Chemin de Croix est constitué de quatorze huiles sur toile (de 48 x 55 cm) peintes en 1942-1943 par Georges de Sonneville.

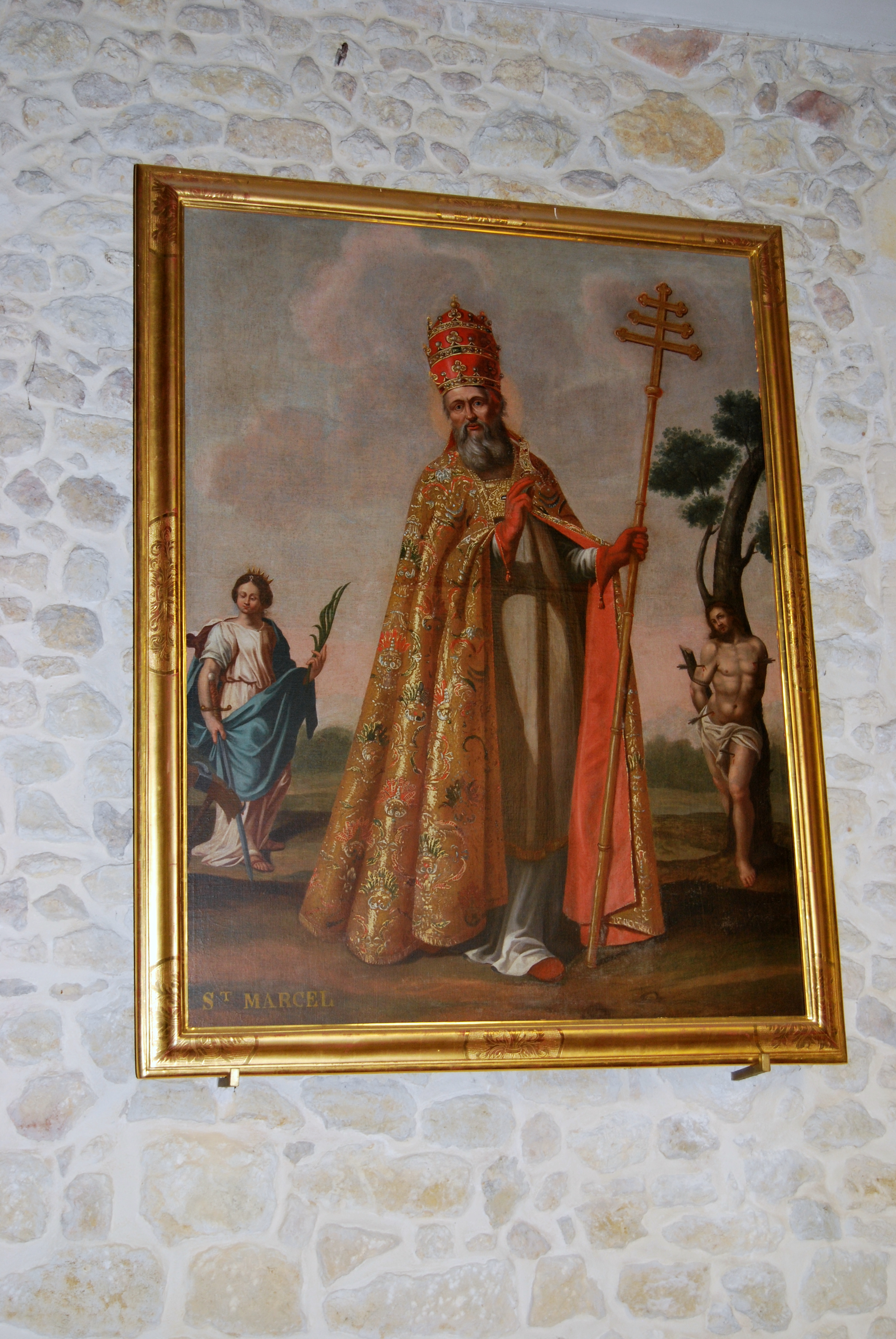
Saint Marcel.
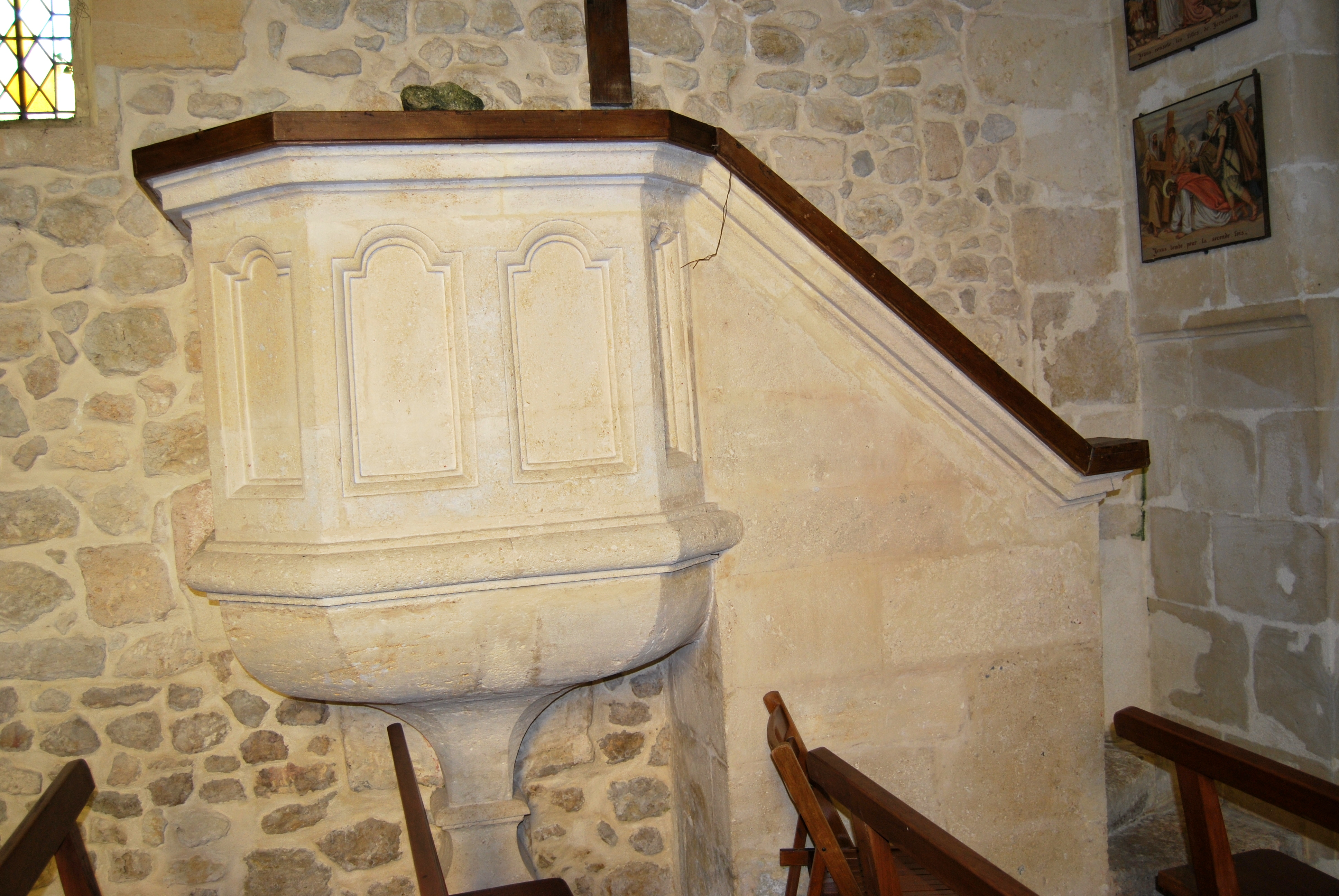
La chaire.
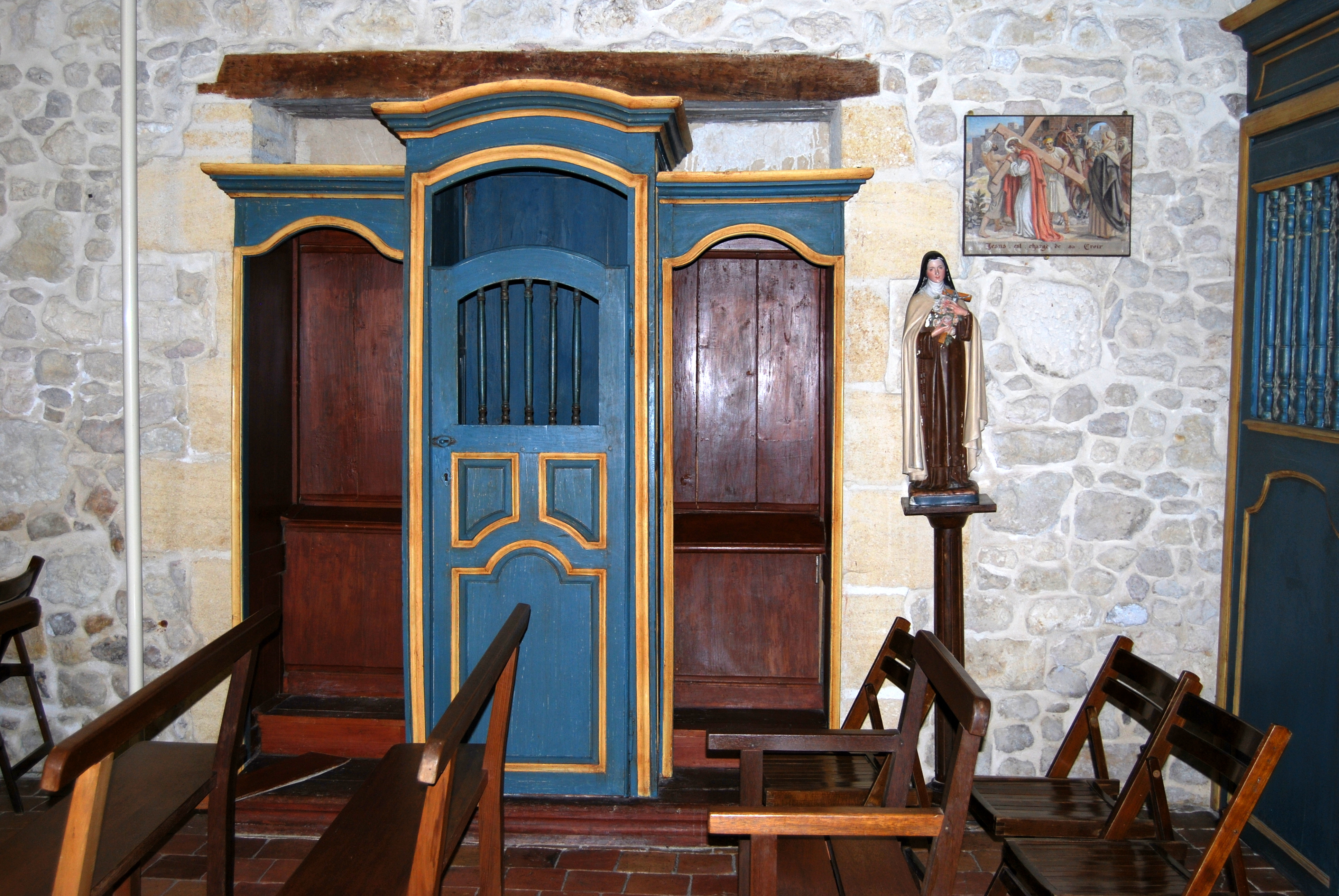
Le confessionnal.
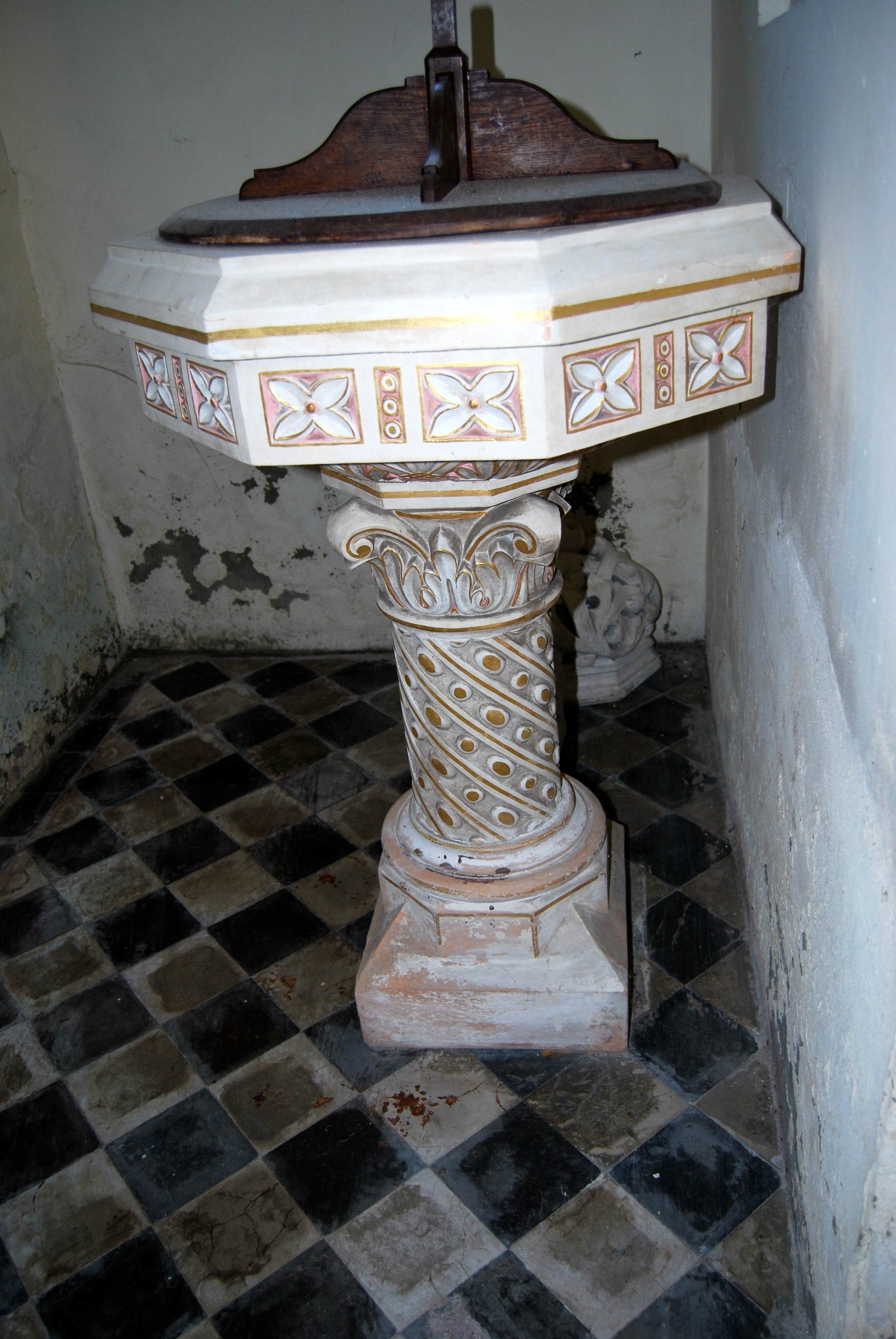
Les fonts baptismaux.
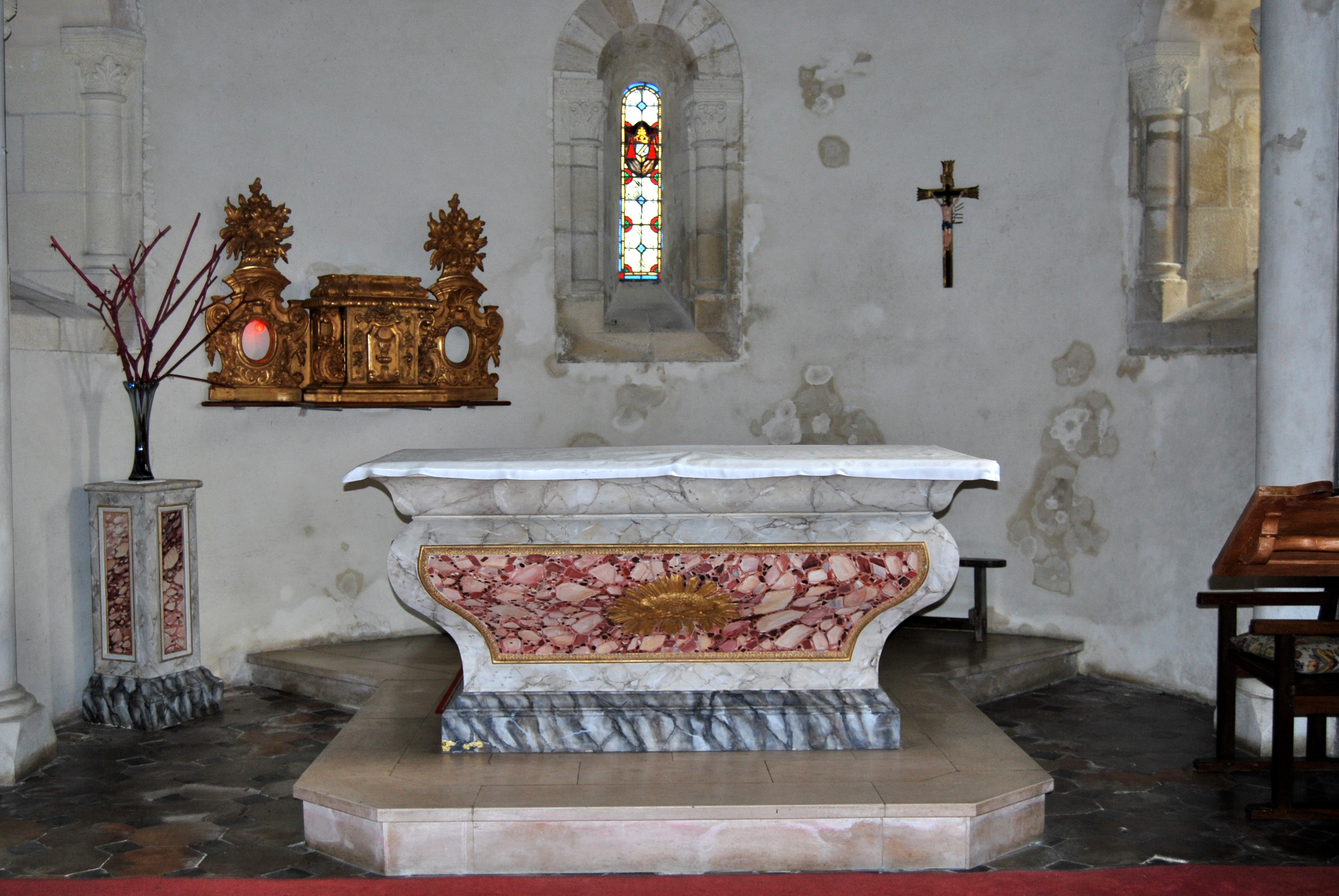
L'autel.

## Iconographie romane

### L'intérieur de l'église
L’iconographie romane à l'intérieur est l’élément le plus remarquable de l’édifice. On peut l'observer sur les six chapiteaux du chœur. Le chapiteau S1 du chœur porte un décor de feuillages. Le décor figuré des cinq autres chapiteaux relate une seule leçon de moralité, la dénonciation du péché charnel.
| - La danseuse. - La parturiente. |

| - Chapiteau N2. - Chapiteau N1. - Chapiteau S3. - Chapiteau N3. |

Le chapiteau central S2 (sud no 2) montre une jeune danseuse nue, portant des chaussures pointues, dans une pose lascive (jambes écartées, mains caressant ses cheveux). Derrière elle, au centre du chapiteau, la tête d'un homme qui la regarde. Puis, à gauche, sur l'angle du chapiteau, la même jeune femme, reconnaissable par sa chevelure et ses chaussures, est en train de donner naissance à un enfant.
La tête de l'enfant apparaît entre ses cuisses, tandis que la mère appuie sur son abdomen avec ses deux mains. La femme n'est pas mariée car elle ne porte pas de voile.
En face, sur le chapiteau N2 (nord no 2), le visage d'un homme, caché entre des feuilles, les yeux écarquillés, regarde la danseuse.
Sur le chapiteau N1 (nord no 1), un homme nu regarde aussi la danseuse. Il porte ses mains vers ses tempes dans un geste d'horreur. À ses côtés, un masque démoniaque aux oreilles pointues et souriant, la regarde aussi.
Sur les chapiteaux N3 et S3, se trouvent aussi des têtes d'hommes qui la regardent, certains avec désapprobation, d'autres avec un certain sourire.
Il semble que la citation biblique derrière cette leçon soit la phrase de saint Mathieu, chapitre 5, verset 28 : « Quiconque regarde une femme avec convoitise a déjà commis l'adultère avec elle en son cœur ».
Mais, une question se pose : à qui la leçon est-elle destinée ? 
Car les images ne sont pas très visibles de la nef par les fidèles ; par contre, elles sont totalement visibles depuis la position des clercs et signale, peut-être, la dangerosité de la Femme pour leur salut.
Le thème de la parturiente/pécheresse se trouve aussi sur les chapiteaux du chœur de l'église Saint-Roch de Saint-Sulpice-et-Cameyrac, la commune voisine, et la danseuse nue sur les modillons de l'église Notre-Dame de Tayac.

### L'extérieur de l'église
| - Abside de l'église. - Baie sud rénovée 1874. |

| - Abside de l'église (L. Drouyn, 1875). |

L'abside, la portion romane de l'église, est divisée en sept compartiments verticaux, dont cinq arrondis pour le sanctuaire, et deux droits pour le chœur. Ces derniers sont surmontés d'une grande arcade cintrée, retombant sur le pilastre contrefort servant de lit aux colonnes.
À deux mètres environ au-dessus du sol règne un bandeau à damiers qui se prolonge sans interruption jusqu'à l'extrémité occidentale du transept; il divise ainsi en deux étages l'abside dont les murs sont étayés par des contreforts plat: sur les faces desquels est engagée une colonne dont la base est cachée sous le sol du cimetière; les chapitres, aux concourent avec des modillons à soutenir une corniche fruste couronnant l'abside et le chœur.
Les parties basses des colonnes, et en particulier le fenestrage absidial, ont été totalement modifiées en 1874.
| - Corniche sud. - Corniche sud-est. |

Les murs du transept sont bien plus épais que ceux du reste de l'église romane; celui du sud est étayé à l'extérieur par deux contreforts, et celui du nord, encore plus épais que celui du sud, renferme un escalier à vis dans lequel on pénétrait par deux portes, une s'ouvrant dans l'église, l'autre dehors. Ces murs montent plus haut que les autres constructions de l'abside, et tout indique qu'autrefois ils étaient encore plus élevés qu'aujourd'hui.
Le décor sculpté se retrouve sur les trois chapiteaux et les modillons de la corniche sud de l’abside. Toute l'ornementation, ayant été sculptée en mauvaises pierres, est très-dégradée et leur interprétation est problématique.
Sur un chapiteau on peut, peut-être, voir la représentation du péché d'Adam.

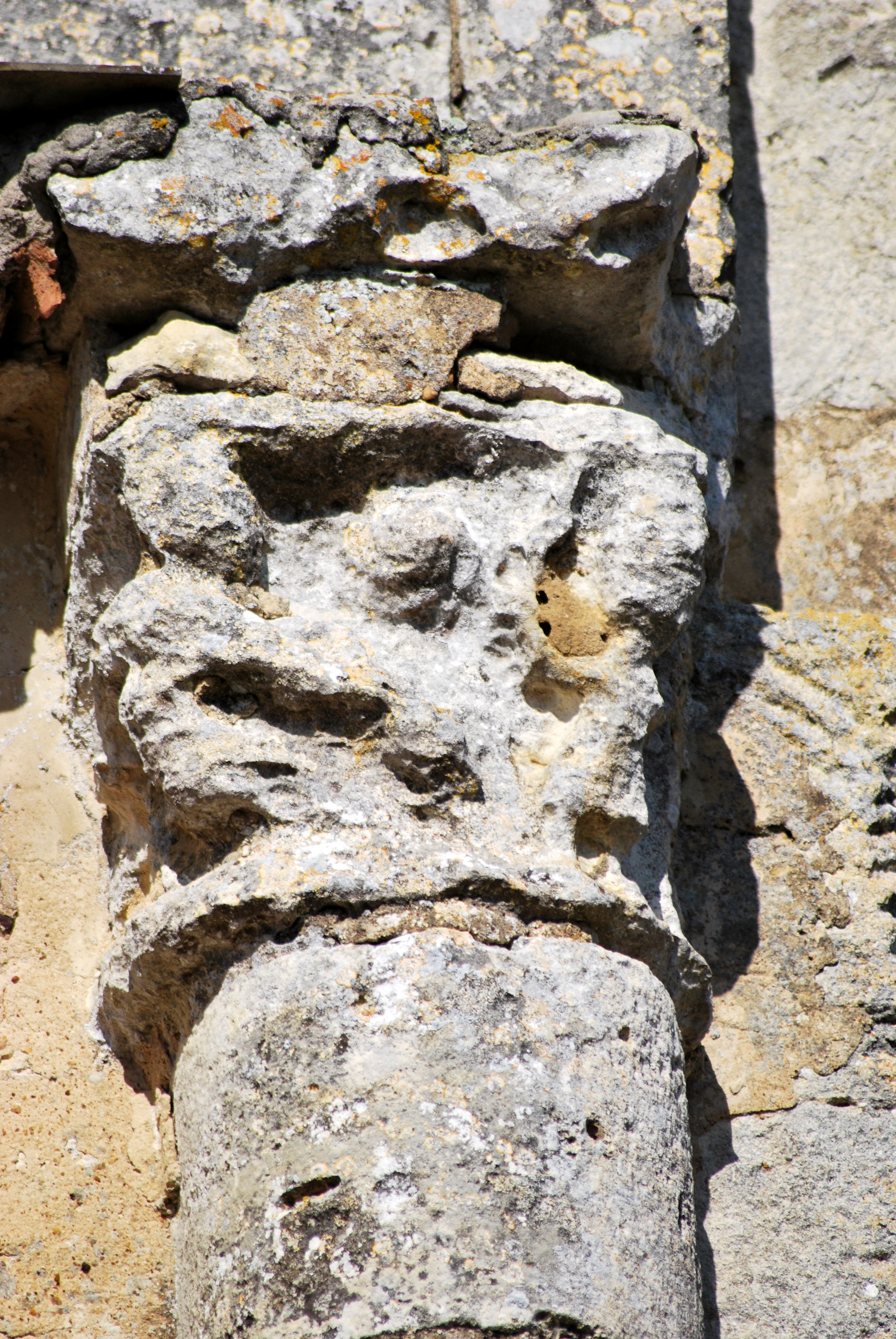
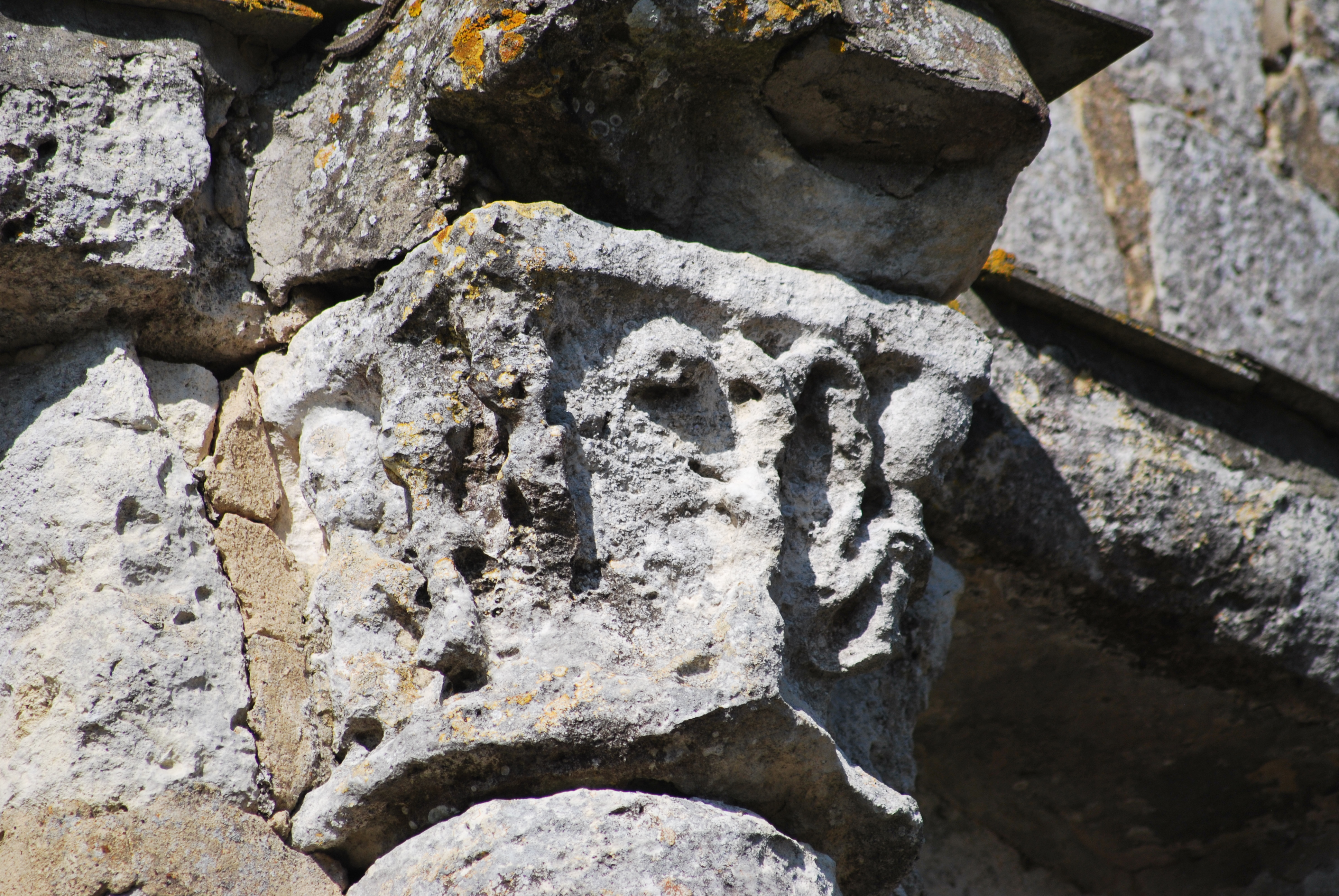
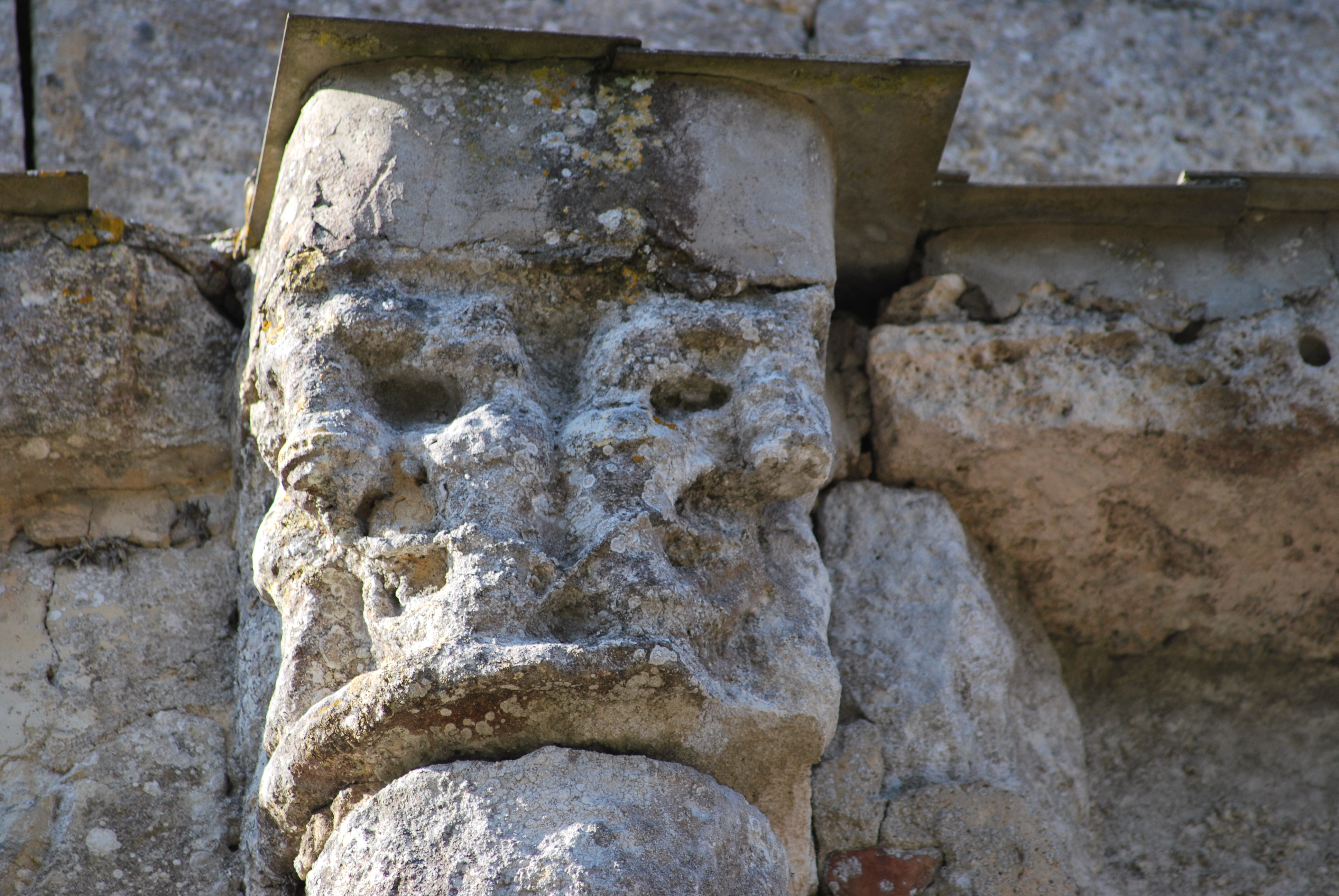

On distingue parmi les modillons des têtes d'hommes et d'animaux, des personnages et des quadrupèdes dans diverses positions, une tète d'homme buvant dans un baril, un homme dévoré par une tête monstrueuse, enfin des disques ou roues sans rayons. Pour plus d'information sur ces thèmes classiques voir Iconographie des modillons romans.

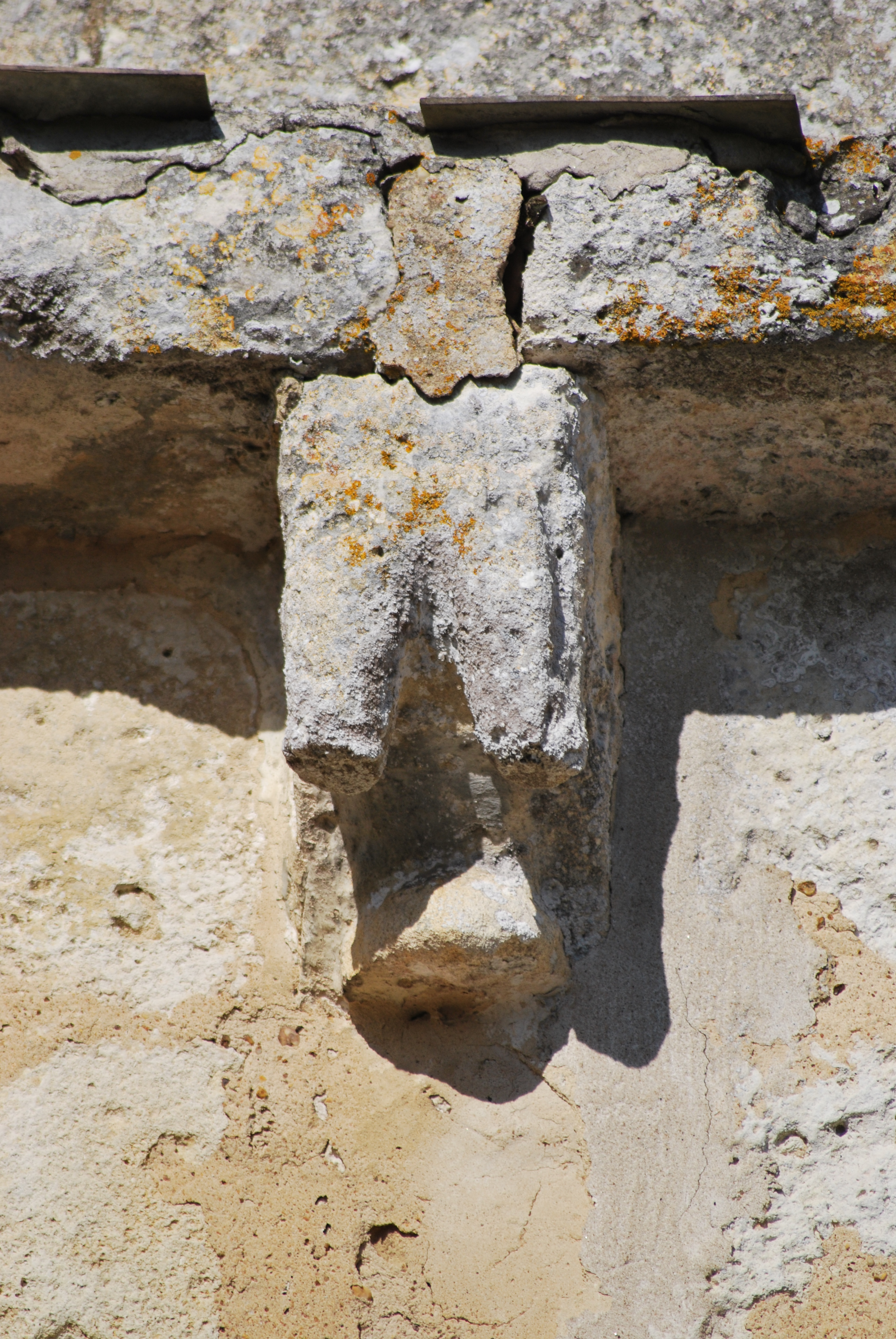
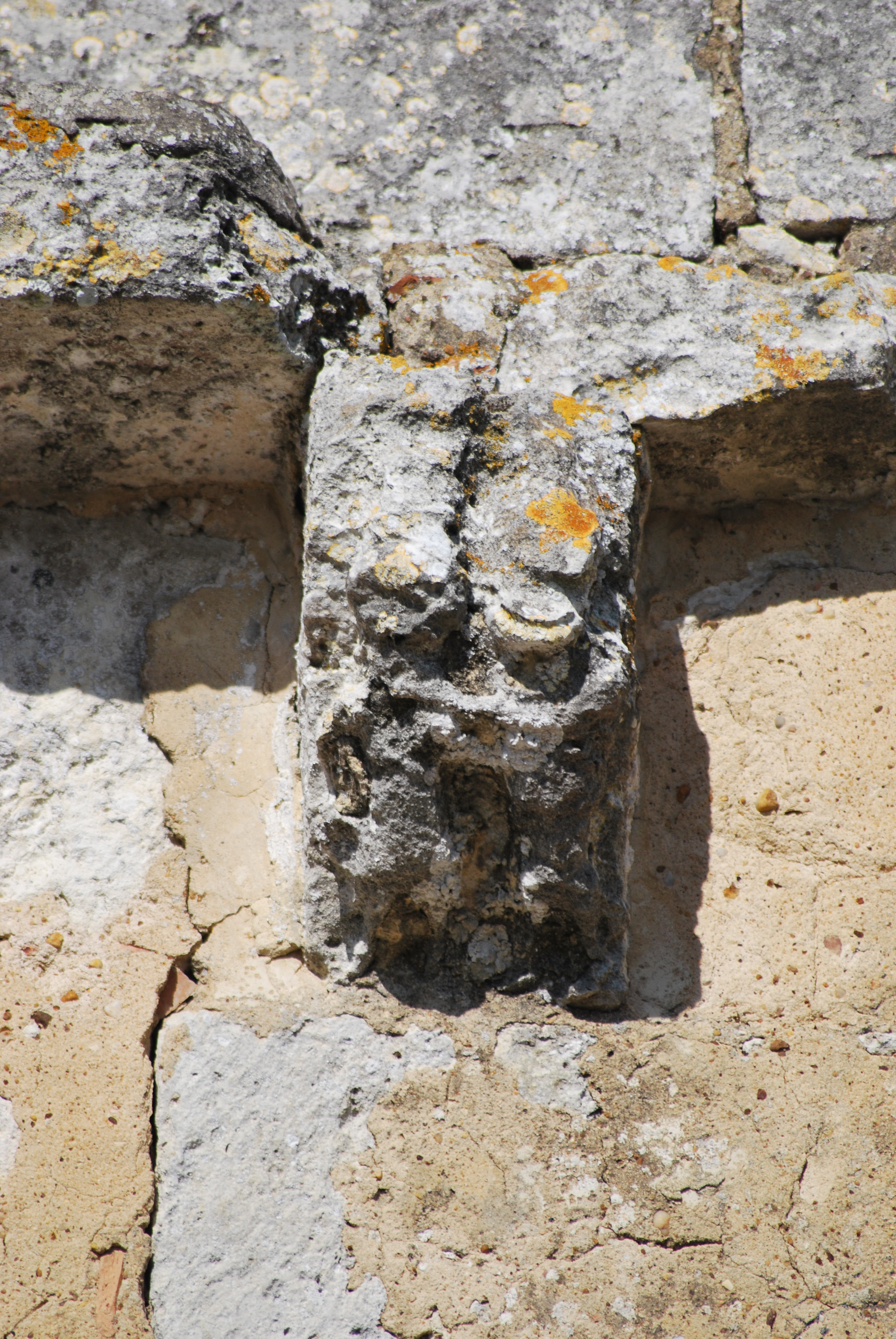
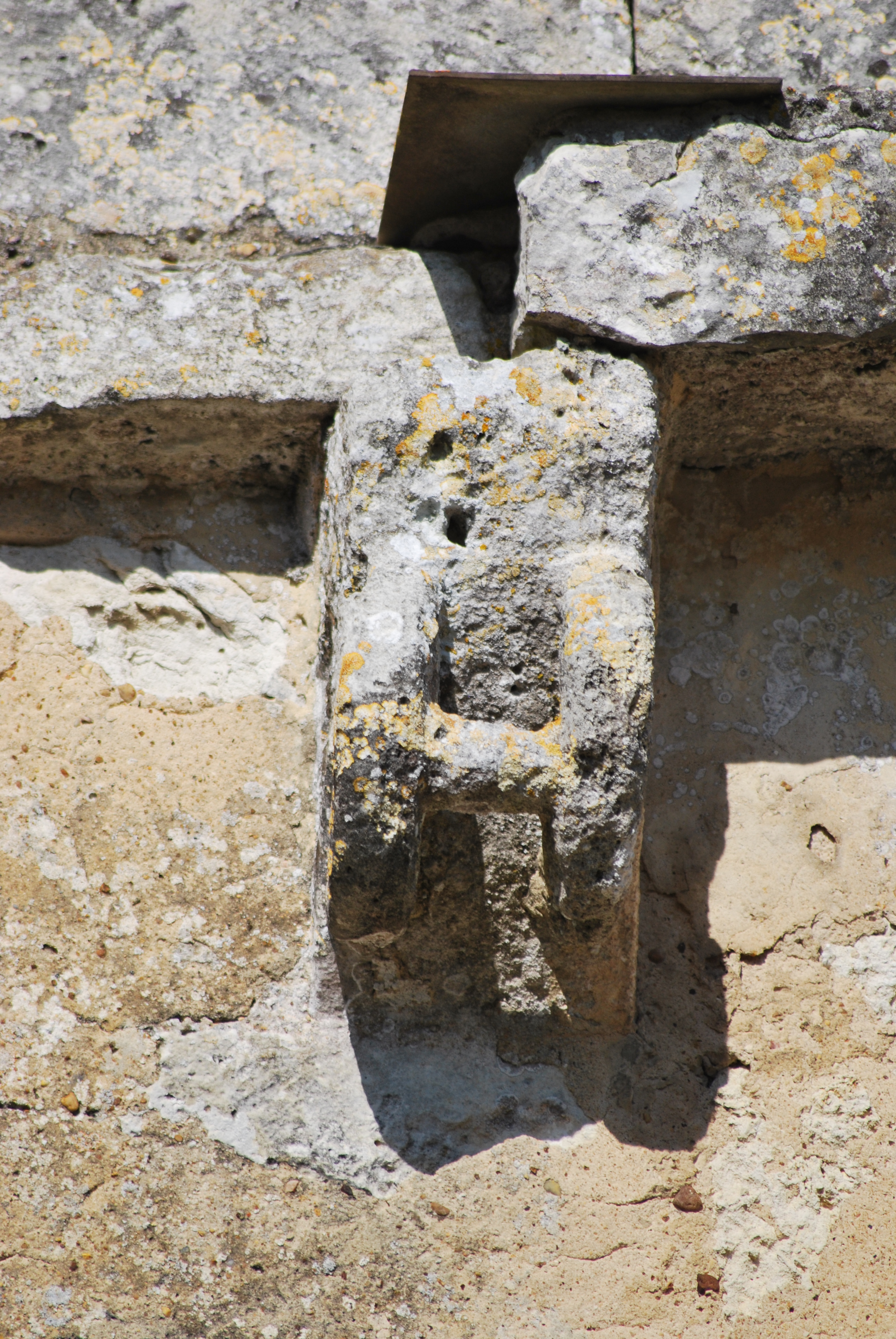
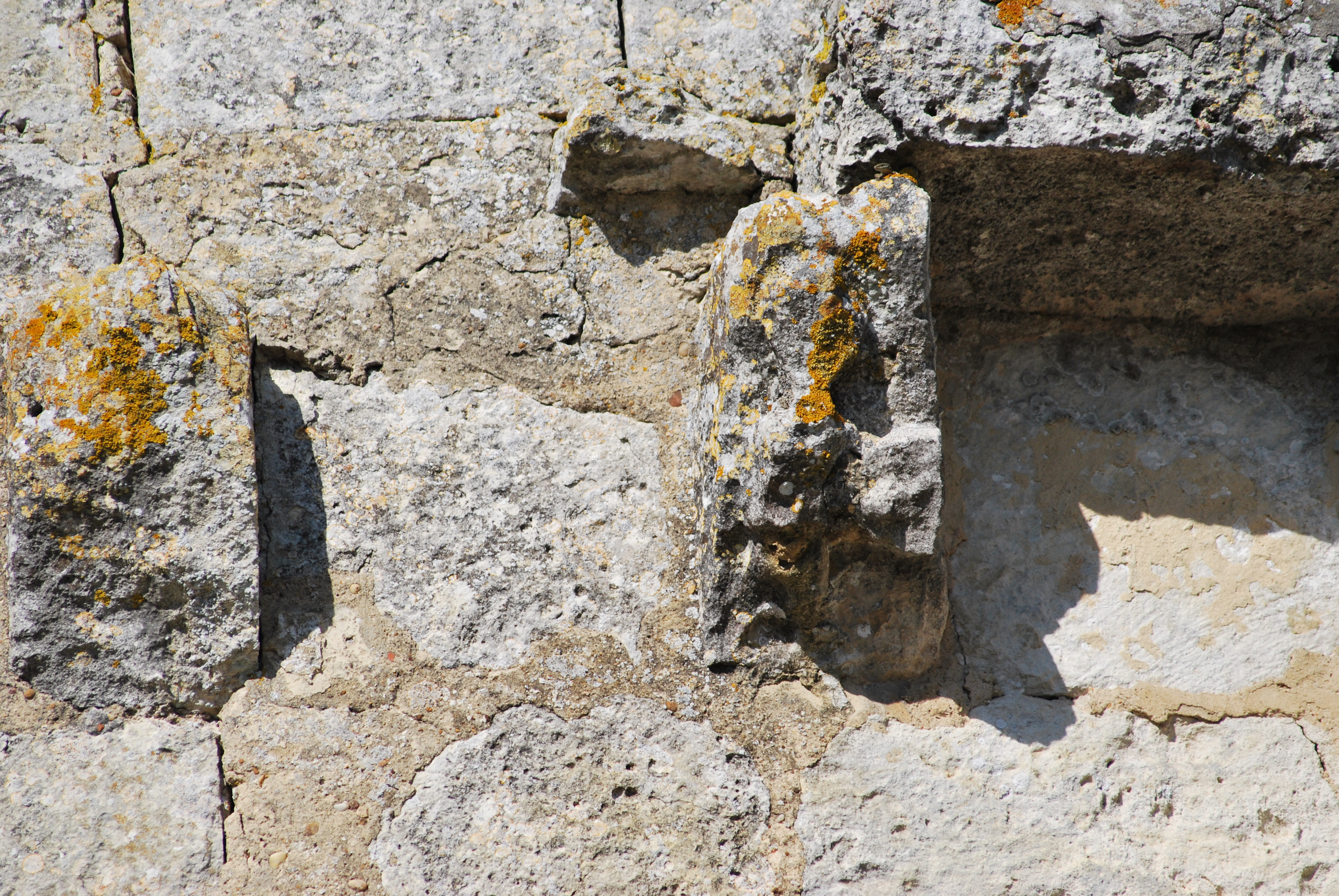
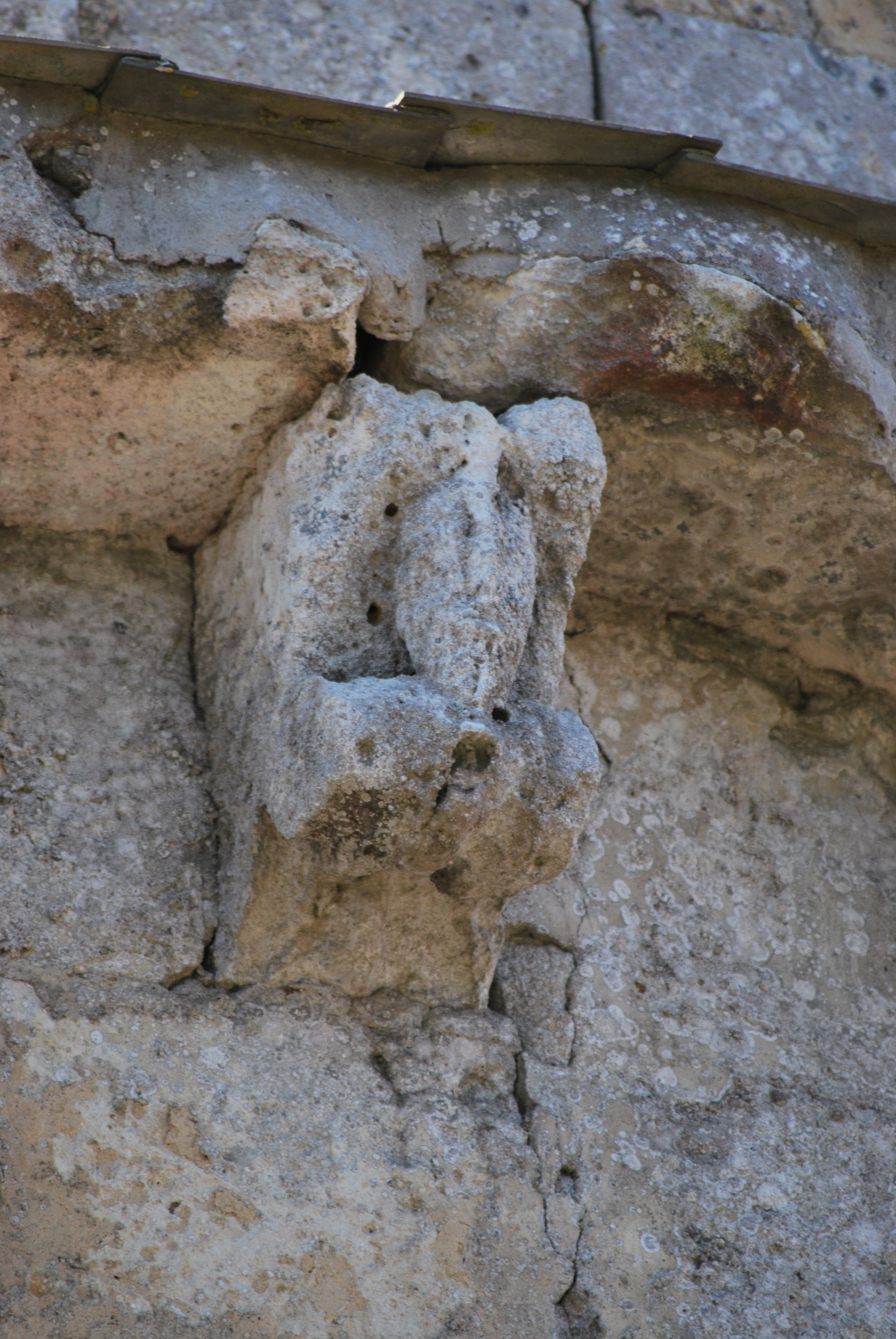
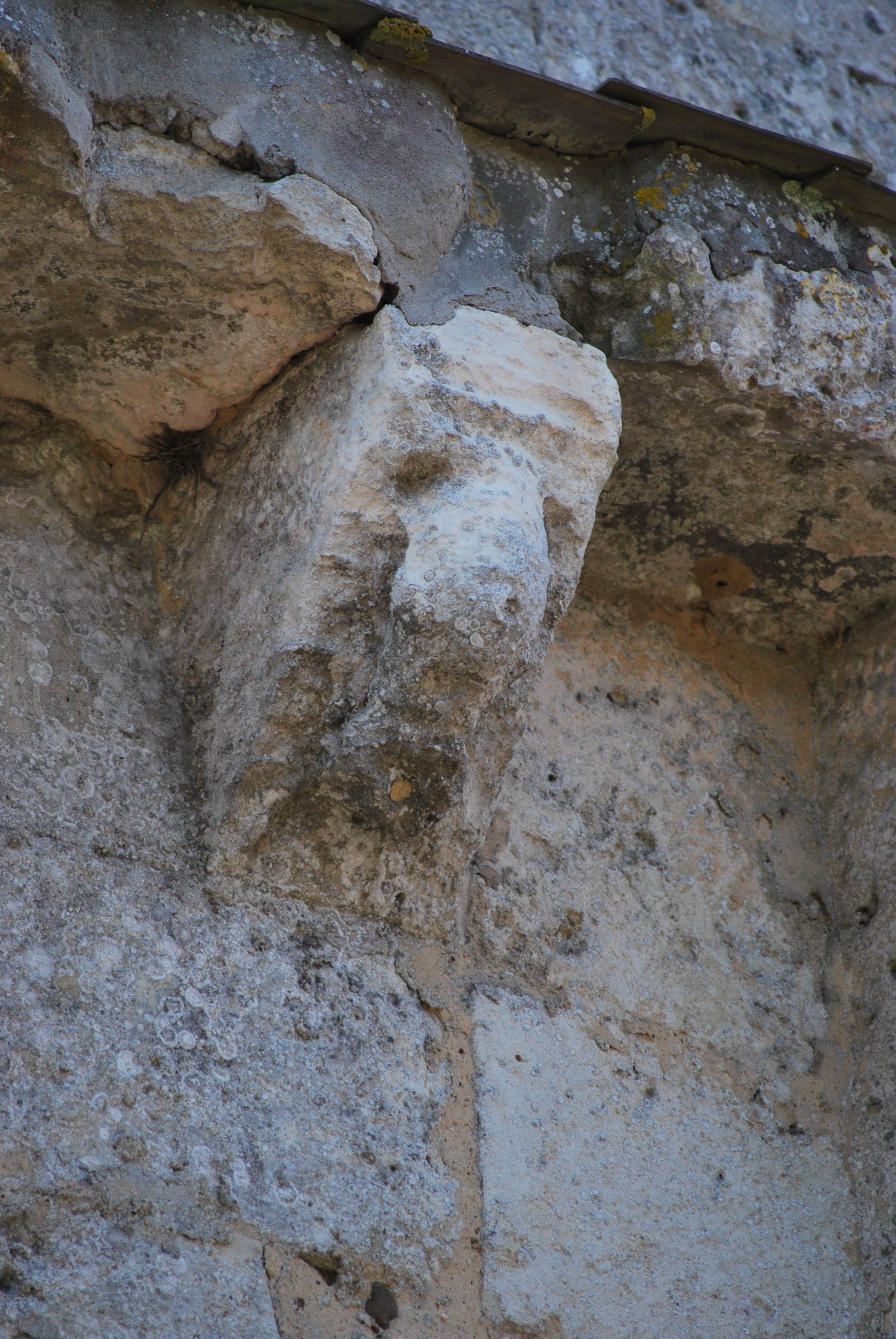
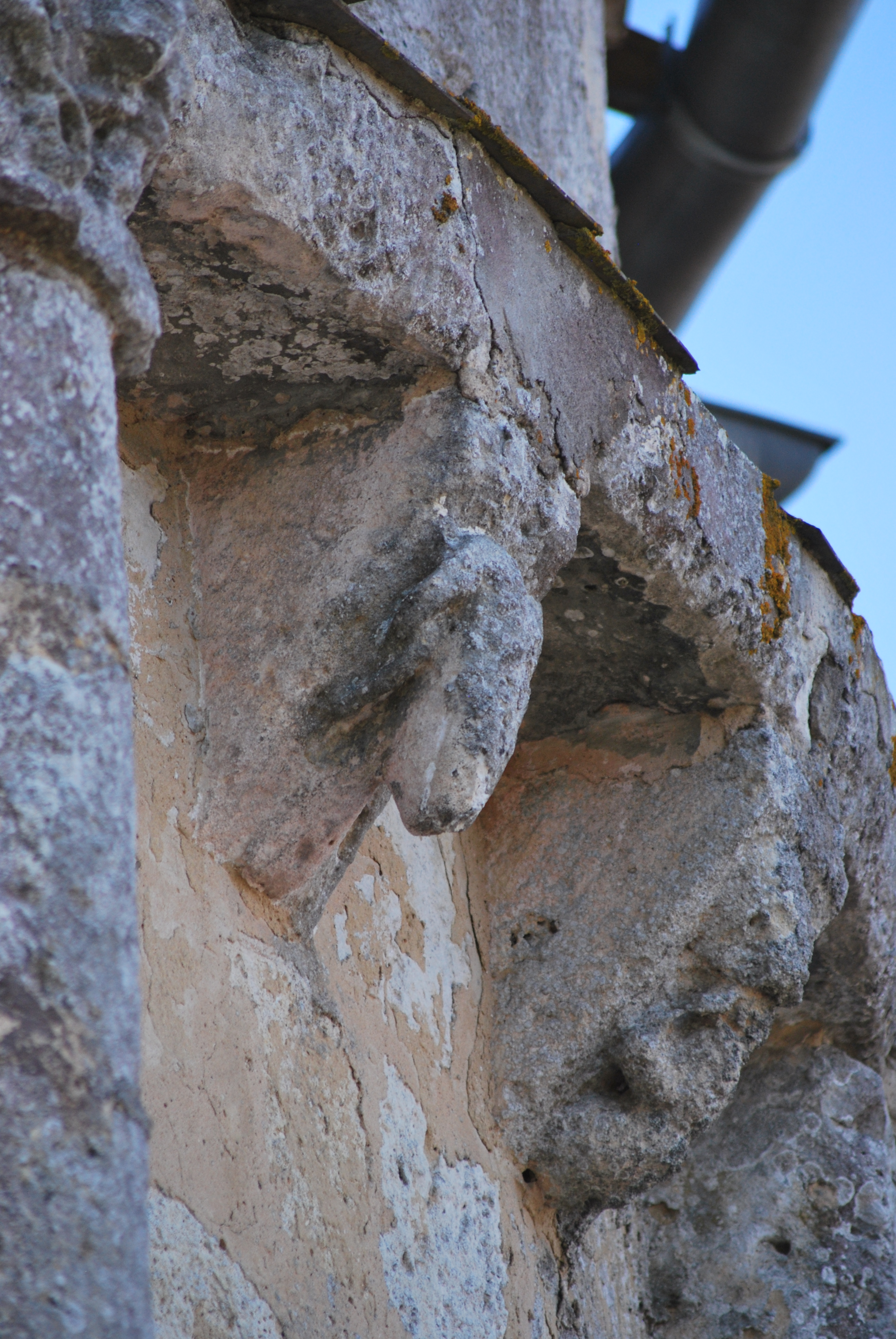